# Malipo bianchii
Malipo bianchii är en insektsart som beskrevs av Evans 1966. Malipo bianchii ingår i släktet Malipo och familjen dvärgstritar. Inga underarter finns listade i Catalogue of Life.